# Уэгбан, Косси
Косси Уэгбан (фр. Cossi Houegban; род. 11 июля 1964) — бенинский шоссейный велогонщик. Участник летних Олимпийских игр 1992 года.

## Карьера
В 1992 году был включён в состав сборной Бенина на летних Олимпийских играх в Барселоне. На них выступил в групповой шоссейной гонке протяжённостью 194 км не смог финишировать как и ещё 69 гонщиков.
После окончания спортивной карьеры прошёл обучение в Le Cordon Bleu и работал шеф-поваром в ресторане.
По состоянию на 2022 год вместе с Фернаном Гандайо остаются единственными велогонщиками Бенина, принимавшими участие на Олимпийских играх.